# Kanuhuraa (Lhaviyani-atol)
Kanuhuraa is een van de onbewoonde eilanden van het Lhaviyani-atol behorende tot de Maldiven.